# ناواراتان
ناواراتان، که با املاهای مختلف دیگری همچون نورتن هم ثبت شده، در سانسکریت به معنای «سنگ‌های نُه‌گانه» یا «نُه جواهر» است و اصطلاحی بود که مدتی برای یک گروه از نه نفر رجال بزرگ دربار هند استفاده می‌شد. برخی از ناوارتان‌های شناخته شده در راج سابها دربار پادشاه جانکا، در دربار ویکرامادیتیا و در دربار جلال‌الدین اکبر شاه امپراتور بزرگ گورکانی هند هستند.

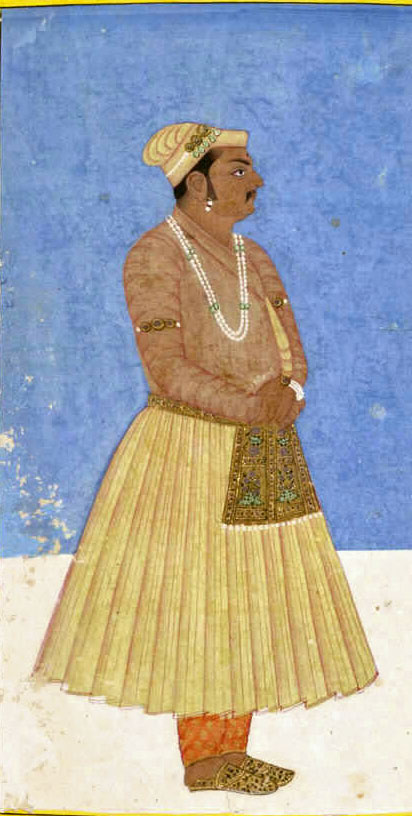
راجه بیربال دلقک مخصوص دربار اکبرشاه.

نه وزیر بزرگ دربار اکبر بیش از همه معروفند. این نه نفر که در دربار اکبر شاه، رجال ممتاز تلقی می‌شدند را به زبان محلی٬ «نه تن» یا «نورتن» گفته‌اند که عبارت بودند از:
1. ابوالفضل علامی (۱۵۵۱-۱۶۰۲) وقایع‌نگار دربار و منشی اول و معتمد اکبر شاه بود. پدر او «شیخ مبارک ناگوری»، محقق در فلسفه و ادبیات یونان و نیز در الهیات اسلامی بود.
2. فیضی دکنی (۱۵۴۷-۱۵۹۵) برادر ابوالفضل و ملک‌الشعرای دربار
3. میان تنسن آوازخان دربار و شاعر و موسیقی دان هندو
4. راجه بیربال (۱۵۲۸-۱۵۸۳) هندوی فقیر برهمن که به سبب هوش خود به دربار راه یافت و دلقک مخصوص دربار شد.
5. راجه تودار هندویی اهل کاتری و وزیر امور مالی اکبر بود.
6. راجه من سینگ که حاکم موروثی پادشاهی آمبر (جی‌پور کنونی) بود و از وزیران، فرماندهان نظامی و صوبه‌داران مورد اعتماد اکبر شد.
7. عبدالرحیم خان‌خانان ( ۱۵۵۶-۱۶۲۷) حامی بزرگ هنر و شاعر. او فرزند بایرام خان ترکمن محافظ مورد اعتماد و مربی و معلم دوران نوجوانی اکبر بود که پس از آنکه بایرام خان ناجوانمردانه به قتل رسید اکبر با همسرش او ازدواج کرد و او را به فرزندی پذیرفت.
8. فقیر عزالدین که عارف و مشاور اکبر بود و اکبر به مشاوره‌های او اعتماد زیادی داشت.
9. ملا دوپیازه مشاور باهوش اکبر بود که رقابت تنگاتنگی با راجه بیربال داشت.

## دوران معاصر
بسیاری از شرکت‌ها، سازمان‌ها و نهادهای مدرن در هند امروزی به تقلید از این گروه تاریخی، گروهی از افراد را با این نام تشکیل می‌دهند. به ویژه از تاریخ ۲۵ ژوئن ۲۰۰۷ در بخش دولتی واحدی به وجود آمده که این نقش را به خوبی ایفا می‌کند.